# Amanoa caribaea
Amanoa caribaea är en emblikaväxtart som beskrevs av Carl Karl Wilhelm Leopold Krug och Ignatz Urban. Amanoa caribaea ingår i släktet Amanoa och familjen emblikaväxter. Inga underarter finns listade i Catalogue of Life.